# Senegalese heek
De Senegalese heek (Merluccius senegalensis) is een straalvinnige vis uit de familie van heken (Merlucciidae), in de orde van kabeljauwachtigen (Gadiformes). De vis kan een lengte bereiken van 81 cm.

## Leefomgeving
Merluccius senegalensis is een zoutwatervis. De vis prefereert een tropisch klimaat en leeft hoofdzakelijk in de Atlantische Oceaan. De diepteverspreiding is 15 tot 500 m onder het wateroppervlak.

## Relatie tot de mens
Merluccius senegalensis is voor de visserij van groot commercieel belang. In de hengelsport wordt er weinig op de vis gejaagd.